# Tropicomyia
Tropicomyia este un gen de muște din familia Agromyzidae.

## Specii[1]
- Tropicomyia alocasiae
- Tropicomyia angioptericola
- Tropicomyia atomella
- Tropicomyia capeneri
- Tropicomyia cassinis
- Tropicomyia ceratiosicyi
- Tropicomyia clutiae
- Tropicomyia crotonella
- Tropicomyia dicksoni
- Tropicomyia eulophiae
- Tropicomyia flacourthiae
- Tropicomyia gloriosae
- Tropicomyia gymnosporiae
- Tropicomyia haemanthi
- Tropicomyia kalanchoes
- Tropicomyia laburnifoliae
- Tropicomyia malayensis
- Tropicomyia momordicae
- Tropicomyia nigriclava
- Tropicomyia passiflorella
- Tropicomyia philocroton
- Tropicomyia pilosa
- Tropicomyia piperi
- Tropicomyia polyphaga
- Tropicomyia polyphyta
- Tropicomyia ponderosa
- Tropicomyia porrecta
- Tropicomyia theae
- Tropicomyia thunbergivora
- Tropicomyia vigneae
- Tropicomyia yunnanensis